# Shivbara
Shivbara fou un estat tributari protegit del districte de Khandesh, a la presidència de Bombai, en el grup anomenat Estats Dangs. Tenia una població de 250 habitants, amb uns ingressos estimats de 43 lliures. El sobirà vers el 1880 era Dharma Badal,, un bhil d'uns 60 anys amb residència a Shivbara. La successió seguia el principi de primogenitura